# ترا بلا (کالیفرنیا)
ترا بلا (به انگلیسی: Terra Bella) یک منطقهٔ مسکونی در ایالات متحده آمریکا است که در شهرستان تولار، کالیفرنیا واقع شده‌است. ترا بلا ۷٫۰۴۷ کیلومتر مربع مساحت و ۳٬۳۱۰ نفر جمعیت دارد و ۱۴۸ متر بالاتر از سطح دریا واقع شده‌است.